# Чапский, Ян Ансарий
Ян Ансарий Чапский (1699 — 7 октября 1742, Варшава) — государственный деятель Речи Посполитой, ловчий великий коронный (1732), воевода хелминский (1732—1738), подскарбий великий коронный (1738—1742).

## Биография
Представитель польского шляхетского рода Чапских герба «Лелива». Сын каштеляна хелминского Петра Александра Чапского (ум. 1717) и Терезы Кос.
Учился в иезуиском коллегиуме в Торуне или в Грудзёндзе, в 1713 году учился в гимназии в Бранево. Благодаря с браку с представительницей рода Замойских получил во владение несколько староств, в том числе братянское и лакорское.
В 1720 году Ян Ансарий Чапский начал свою политическую деятельность, его избран комиссаром от Хелминского воеводства в Скарбовый Трибунал в Радоме. В 1732 году взамен за поддержку кандидатуры Августа III Веттина получил должности ловчего великого коронного и воеводы хелминского. Был награждён ордена Белого Орла. 19 сентября 1734 года в качестве королевского легата принимал присягу на верность короне от Торуни. В 1735-1736 годах исполнял функции маршалка Коронного Трибунала.
В 1738 году Ян Ансарий Чапский был назначен подскарбием великим коронным. Предпринимал шаги по увеличению регулярной армии Речи Посполитой. Был главным советником Августа III в делах Королевской Пруссии. Он являлся сторонником ограничения привилегированного положения еврейской общины в Речи Посполитой.
Один из крупнейших магнатов в Королевской Пруссии (ему принадлежало около 40 населенных пунктов в Хелминском воеводстве). Отстроил дворцы в Варшаве и Гнине, а также расширил дворец в Новой Вси Шляхетской.

## Семья
Был женат на Анне Терезе Замойской, дочери воеводы смоленского Михаила Здислава Замойского (ок. 1679—1735) и Анны Дзялынской (ум. 1719). Дети: Мария (жена Томаша Чапского), Анна и Бригитта.